# Gandalf Colles
I Gandalf Colles sono una formazione geologica sulla superficie di Titano.
Prendono il nome da Gandalf, personaggio dell'universo immaginario di Arda, creato dallo scrittore J. R. R. Tolkien.